# Ruggero Savinio
Ruggero Savinio   (Torí, 22 de desembre de 1934 - Cetona, 1 de gener de 2025) va ser un pintor i escriptor italià.

## Biografia
Era fill d'Alberto Savinio (pseudònim d'Andrea Francesco Alberto de Chirico) i de l'actriu Maria Morino, i nebot del pintor Giorgio de Chirico. Va passar la seva infantesa i la seva primera joventut a Roma, freqüentant els cercles culturals del seu pare i oncle, i estudiant literatura a la Universitat La Sapienza. Després va viure a París, on va sovintejar altres aspirants a pintors com Lorenzo Tornabuoni i Gianni Serra, a Milà, Suïssa i la Toscana, tornant a Roma el 1984.
Va exposar a les principals galeries internacionals, i les seves obres estan presents en prestigiosos museus i col·leccions italians i estrangers. El 1986 va rebre el premi Peggy Guggenheim. El 1995 va ser nomenat membre de l Accademia di San Luca, i el 2007 va rebre el Premi De Sica del president de la República Giorgio Napolitano. A la primavera de 2012 va fer una important revisió antològica a la Galeria Nacional d'Art Modern i Contemporani de Roma.

## Galeria

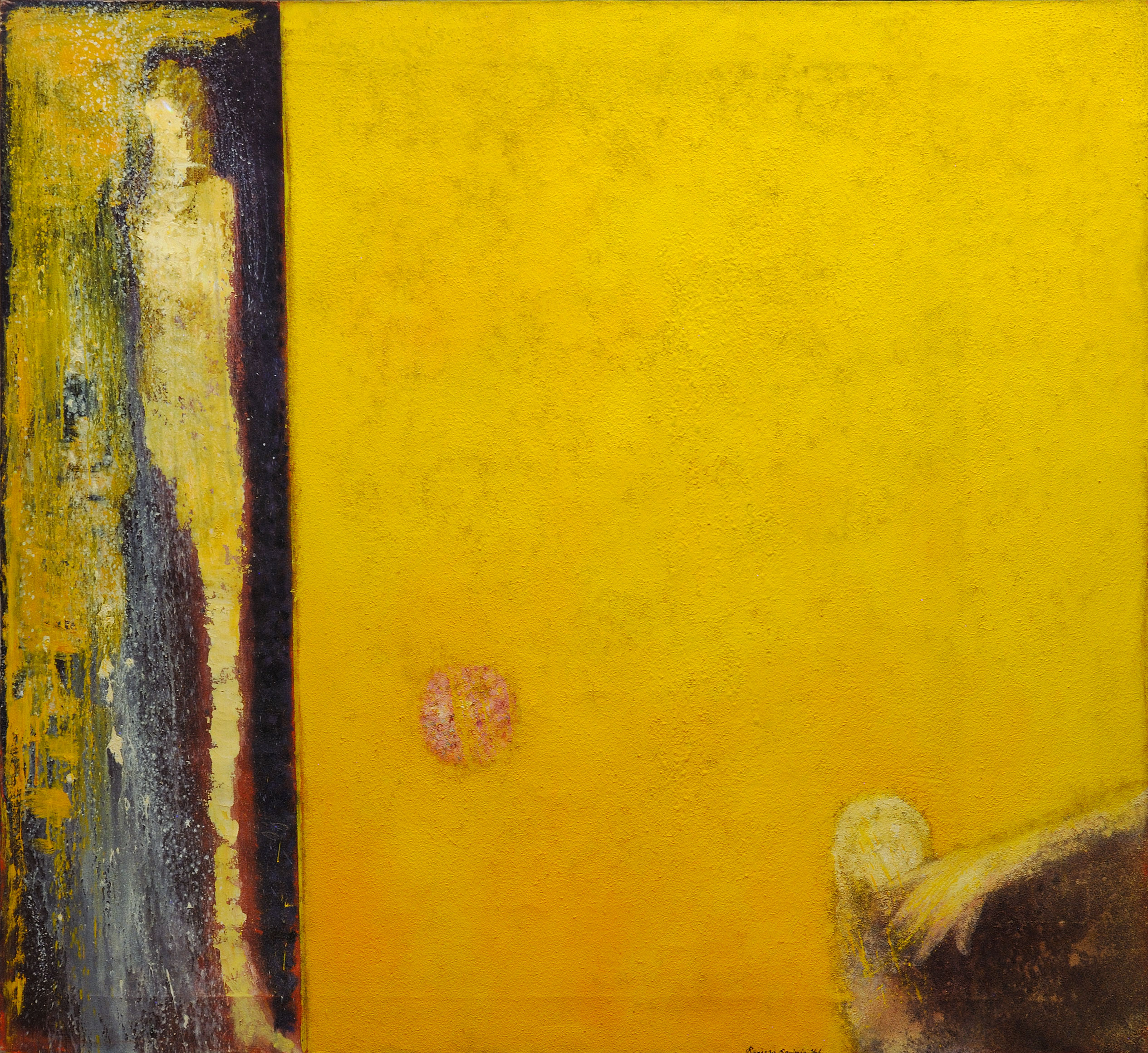
La colomba minacciata dall’uomo ombra (1967)
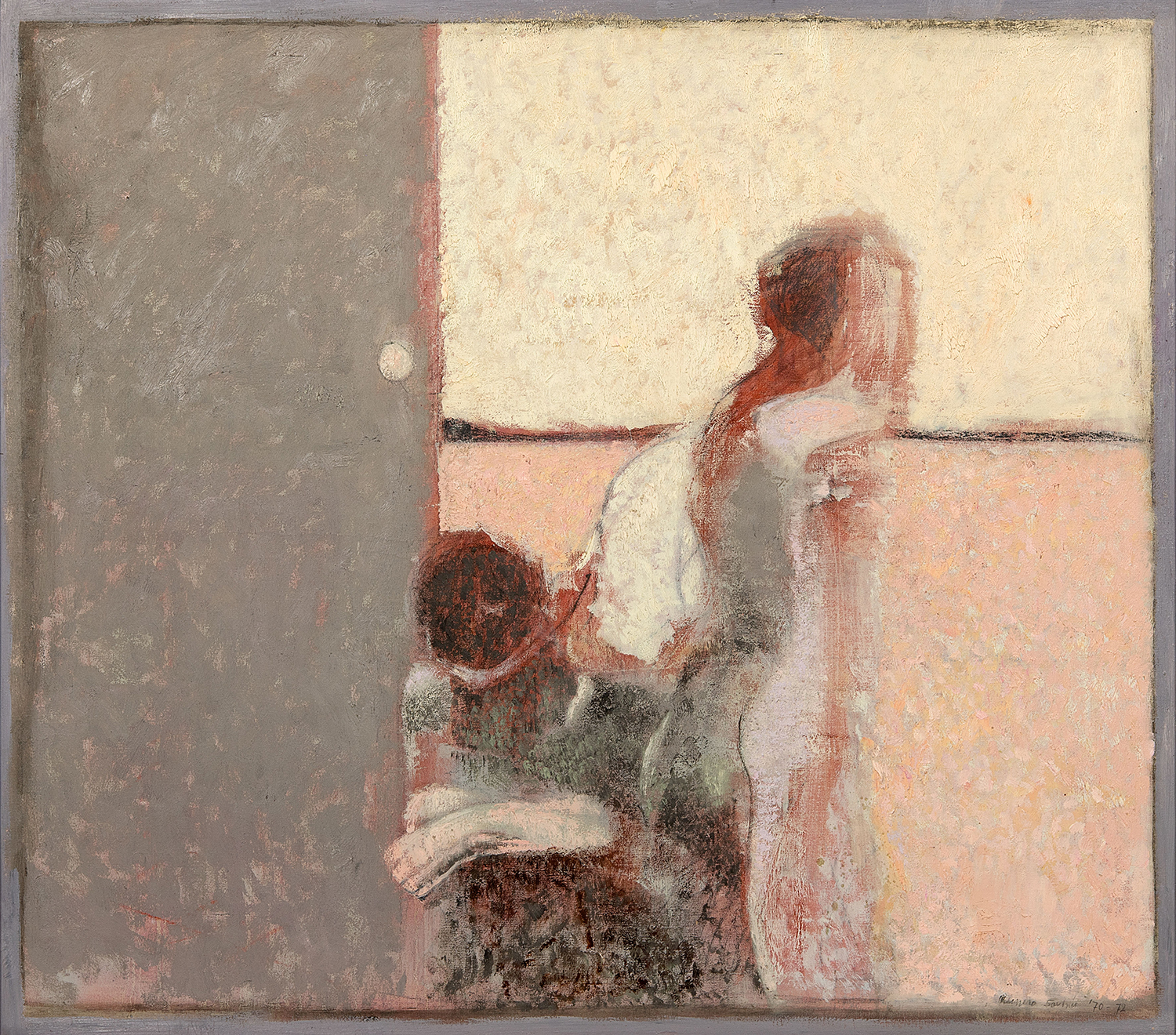
Sense títol (1970-72)
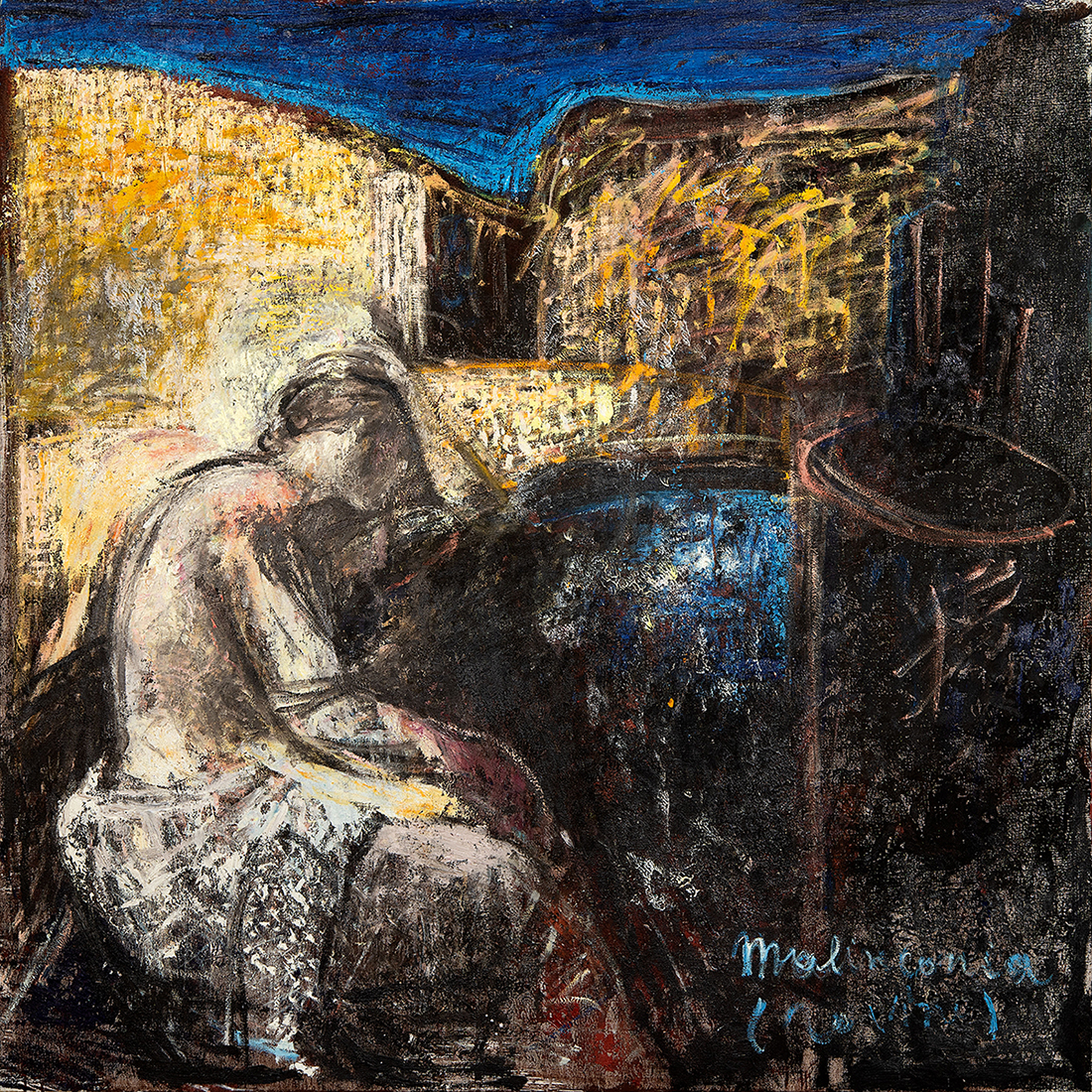
Malinconia I (1987)
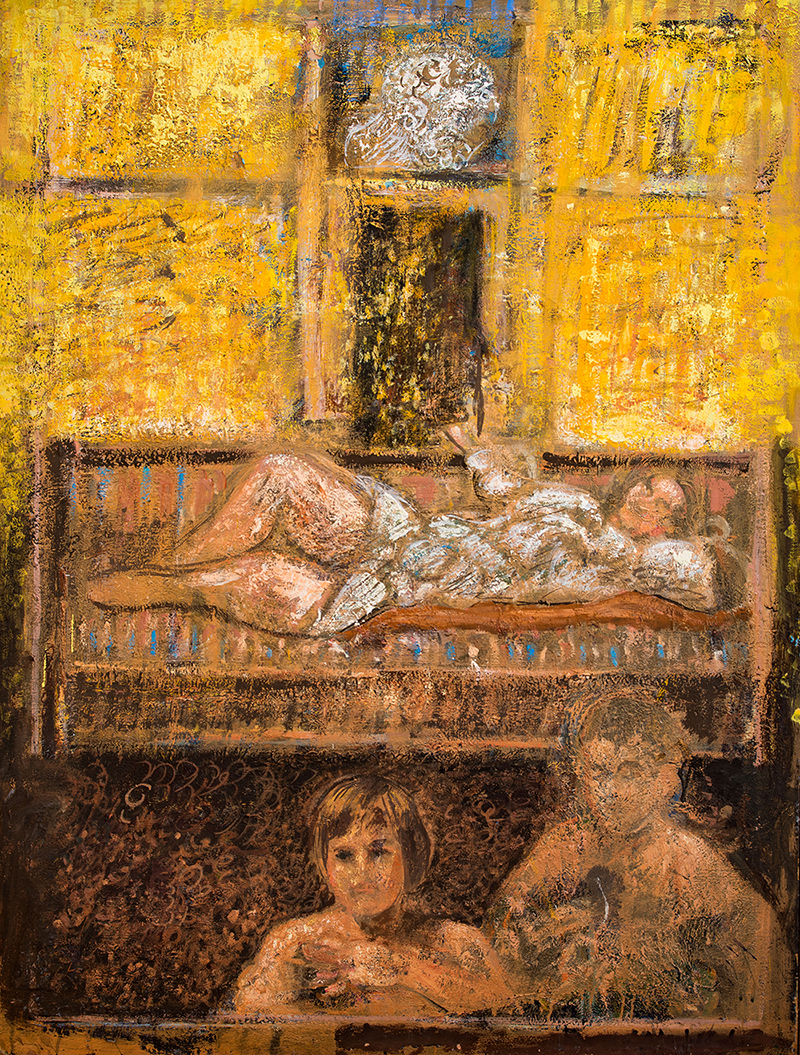
Stanze (1996)